# هنري بيرن
هنري بيرن (بالإنجليزية: Henry Byrne)‏ هو سياسي أيرلندي، ولد في 6 مارس 1920، وتوفي في 6 أبريل 1976. في الانتخابات العمومية الإيرلندية 1965 ‏، انتخب نائب دييل عن دائرة ليش أوفالي ‏ وقد انضم خلال فترته النيابية ‏ (21 أبريل 1965 – 21 مايو 1969) للكتلة البرلمانية حزب العمال (جمهورية أيرلندا).